# Яворівщина (заповідне урочище)
Яворівщина — заповідне урочище місцевого значення в Україні. Об'єкт природно-заповідного фонду Полтавської області.
Розташований у межах Диканської громади Полтавського району на захід від с. Міжгір'я.
Площа — 75 га. Створена рішенням Полтавського облвиконкому від 28.12.1982 № 671. Перебуває у користуванні Дібрівської сільської ради.
Охороняються балка зі струмком, що живить річку Середня Говтва із лісовою та лучно-степовою рослинністю. На схилах балки зростає 22 регіонально рідкісні та занесені до Червоної книги України види рослин, зокрема астрагал шерстистоквітковий, лісова рослинність представлена дібровою. Трапляється 7 видів рідкісних тварин.
В урочищі була пасіка М. В. Гоголя — одне з улюблених місць письменника.